# Pruszków (Grande-Pologne)
Pour les articles homonymes, voir Pruszków (homonymie).
Pruszków est une localité polonaise de la gmina de Blizanów, située dans le powiat de Kalisz en voïvodie de Grande-Pologne.